# Tectaria confluens
Tectaria confluens là một loài dương xỉ trong họ Tectariaceae. Loài này được Pic.Serm. mô tả khoa học đầu tiên..
Danh pháp khoa học của loài này chưa được làm sáng tỏ. 

## Hình ảnh

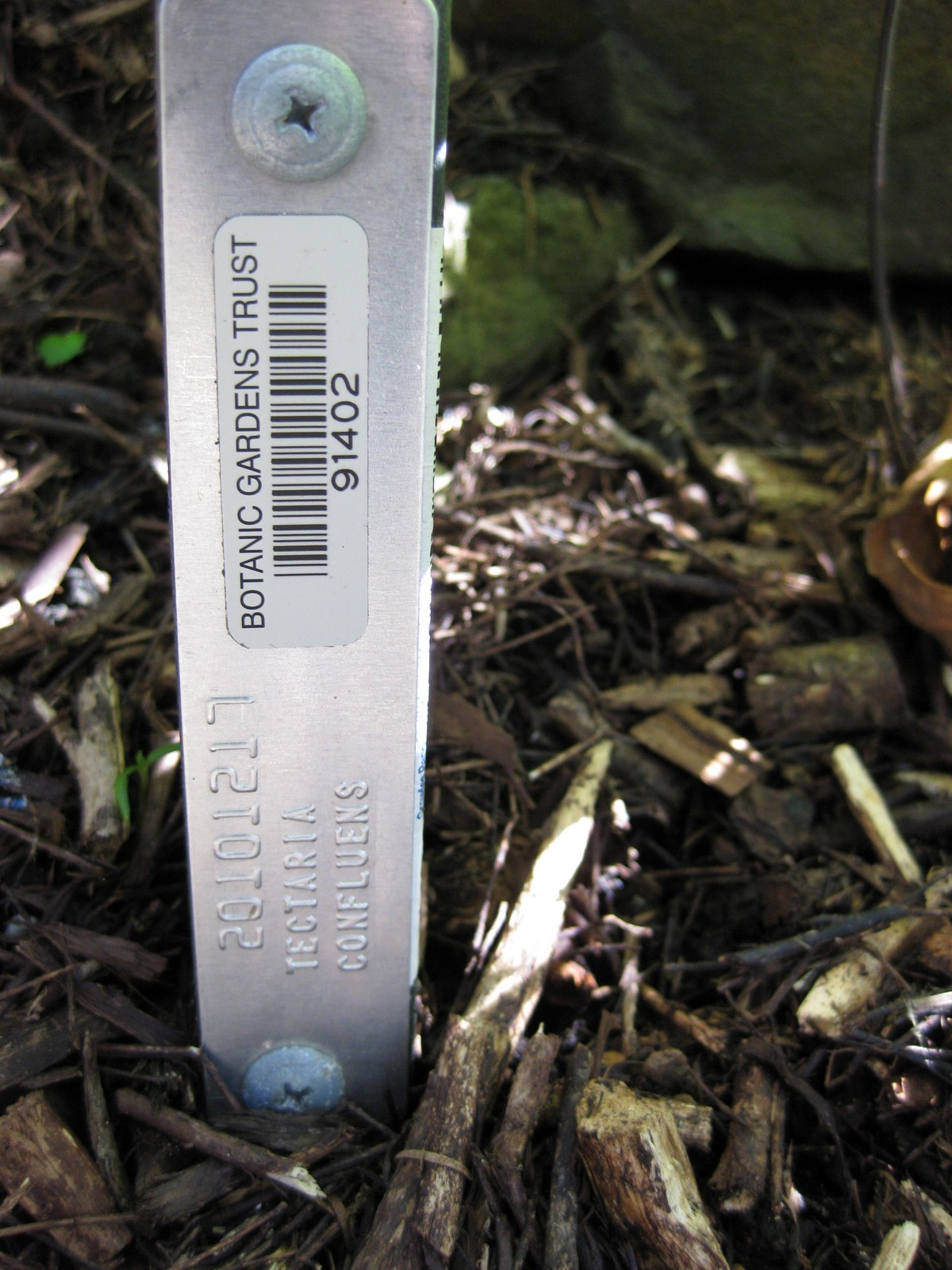